# Joaquín Cortés
Joaquín Cortes, all'anagrafe Joaquín Pedraja Reyes Cortés (Cordova, 22 febbraio 1969), è un ballerino spagnolo.

## Biografia
Nativo di Cordova, Cortés ha mostrato interesse per la danza sin dalla più tenera età. Cortés e la sua famiglia si trasferirono a Madrid nel 1981. Poco dopo essersi trasferito a Madrid, ha iniziato a prendere lezioni di ballo formale e a studiare seriamente. Nel 1984, fu accettato come membro della prestigiosa compagnia di balletto nazionale della Spagna. Ha viaggiato per il mondo con gli spagnoli del National Ballet, esibendosi in importanti luoghi come il Teatro del Cosmopolitan Opera House di New York e il Palazzo del Cremlino a Mosca. Divenne conosciuto ed apprezzato per la sua fenomenale capacità di resistenza e atletismo.
Desiderando un maggiore controllo creativo, Joaquín Cortés ha costituito la Joaquín Cortés Flamenco Ballet company e ha lanciato il suo primo tour internazionale 'Cibayí' nel 1992. Questo gli ha permesso divergere dal balletto purista e creare un suo stile personale di flamenco, danza classica e moderna. Nel 1995, oltre ad essere in evidenza in due film internazionali 'La flor de mi secreto' (Il fiore del mio segreto) di Pedro Almodovar e 'Flamenco' di Carlos Saura, Joaquín Cortés ha avviato quella che viene spesso considerata la sua impresa  di maggior successo, 'Pasión Gitana' (Gypsy Passion), presentata al Festival dei Due Mondi di Spoleto nel 1995.
'Pasión Gitana' ha segnato il riconoscimento di Cortés non solo per la sua abilità come ballerino, ma anche come coreografo e direttore artistico. Nel 1999 Cortés è stato oggetto di un documentario e ha lanciato un tour di successo di 'Soul' in tutto il Nord e il Sud America. Nel 2000, ha ottenuto un ruolo nel film 'Gitano' (zingaro) e di nuovo nel 2004 in Vaniglia e Cioccolato. Nel 2001 ha anche fatto una comparsa in un concerto di Jennifer Lopez, a Porto Rico. Nel 2004, Cortés è stato coinvolto nel internazionale tour di 'De Amor y Odio' che lo ha portato in Inghilterra, Portogallo, Thailandia e New York, tra gli altri posti. Nel 2015 è stato nella giuria di Forte forte forte, su Rai 1 a fianco di Raffaella Carrà.

## Novità del flamenco di Cortés
Considerato il successo degli anni Novanta alcuni puristi criticarono il fatto che danzasse a torso nudo e somigliasse troppo a una rock star. Tali considerazioni, con relativa difesa, ebbero spazio su un servizio a cura dello Specchio della Stampa. In questo articolo lo stesso Cortés spiega, a proposito della sua originalità artistica e ai legami  con la tradizione che l'ha preceduto che, come Antonio Gades «ha teatralizzato il flamenco, io l'ho contaminato e l'ho portato negli stadi e nei palasport».